# Jeannette Richardson-Baars
Jeanette Richardson-Baars là Giám đốc Học viện Cảnh sát Aruba, giữ cấp bậc thanh tra trưởng trong Lực lượng Cảnh sát Aruba. Bà được Bộ Ngoại giao Hoa Kỳ vinh danh vào ngày 19 tháng 6 năm 2012 với báo cáo Buôn bán người hàng năm vì những nỗ lực của bà  trong việc chống lại nạn buôn người. Giải thưởng uy tín này được thiết kế để nâng cao nhận thức cộng đồng về chế độ nô lệ thời hiện đại và vào năm 2012, chỉ được trao cho 110 người trên toàn thế giới. Khi nghe về giải thưởng, Richardson-Baars nói: "Đó là một nỗ lực của đội đặc nhiệm TIP ở Argentina. Tôi không thể được coi là một anh hùng nếu không có một đội ngũ tuyệt vời ".

## Làm việc trong cuộc chiến chống buôn người
Làm việc không có ngân sách, Richardson-Baars đã sử dụng máy tính cá nhân của mình để thiết kế áp phích bằng nhiều ngôn ngữ (chủ yếu là Papiamento và Hà Lan) nhắm vào người dân địa phương và khách du lịch. Bằng cách ủng hộ chính phủ Hà Lan, cô đã có thể có được một bản ghi nhớ toàn quốc cho phép các nạn nhân của nạn buôn người được quy y khỏi đảo Aruba. Richardson-Baars, thông qua ủy ban liên cơ quan mà cô là người quan trọng, không bị phát hiện buôn bán tình dục và hoạt động lao động nô lệ.

## Trích dẫn
1. 1 2  United States Department of State
2. 1 2  "Aruba's Jeannette Richardson-Baars Received TIP Hero Honors". SMN News. ngày 21 tháng 6 năm 2012. Truy cập ngày 21 tháng 6 năm 2012.
3. ↑  "Jeannette Richardson-Baars subrayando cu tin di habri wowo pa traficacion humano". Diario (bằng tiếng Papiamento). Bản gốc lưu trữ ngày 3 tháng 7 năm 2019. Truy cập ngày 13 tháng 10 năm 2017.